# Odilon Polleunis
Odilon Polleunis, mais conhecido como Lon, (1 de maio de 1943 – 21 de setembro de 2023) foi um futebolista belga que atuava como atacante.[carece de fontes?]

## Carreira
Lon ganhou o prêmio de Chuteira de Ouro Belga em 1968, quando estava no Sint-Truiden. Ele jogou 22 jogos e marcou 10 gols pela Seleção Belga entre 1968 e 1975, estreando em uma vitória por 2 a 1 sobre a Holanda em um amistoso em 7 de abril de 1968. Lon fez parte da equipe que disputou a Copa do Mundo de 1970 e foi o autor do primeiro gol da seleção belga em eurocopas, na Eurocopa de 1972.[carece de fontes?]